# Muhammad Schabir
Muhammad Schabir (arabisch محمد شبير; geboren 28. März 1946 in Chan Junis im Mandatsgebiet Palästina; † 11. November 2023 im Gazastreifen) war ein palästinensischer Wissenschaftler, Politiker und von 1990 bis 2005 Präsident der Islamischen Universität Gaza.
Schabir selbst studierte in Alexandria und an der West Virginia University in den USA, wo er an der Marshall University zum Thema Mikrobiologie promovierte.
Er war der designierte Premierminister der palästinensischen Regierung der Nationalen Einheit 2007. Hochrangige Hamas-Funktionäre gaben am 13. November 2006 bekannt, dass Hamas und Fatah sich auf ihn geeinigt hätten. Schabir war Politiker ohne politische Zugehörigkeit, der sowohl der Hamas als auch der Fatah nahe steht, besuchte den verstorbenen Jassir Arafat häufig in seinen Hauptquartieren im Westjordanland und im Gazastreifen. Schabir wurde jedoch nicht Premierminister. Stattdessen wurde Salam Fayyad Premierminister, als die Hamas 2007 Gaza übernahm.
Schabir wurde am 14. November 2023 bei einem Luftangriff der israelischen Luftwaffe während des Israel-Gaza-Krieges 2023 getötet. Er war 77 Jahre alt. Der Luftangriff auf sein Haus tötete ihn, seine Frau Rehab Mohamad Shubair, ihre Schwiegertochter Najat Ayoub Alhelo und ihren ältesten Sohn, Muhammad Malik Shubair. Es bestehen unbelegte Berichte, dass diejenigen, die den Bombenangriff überlebten und versuchten, zu Fuß zum nahegelegenen Al-Shifa-Krankenhaus zu gehen, von israelischen Streitkräften getötet wurden, die das Krankenhaus belagerten.